# Dana Rohrabacher
Dana Rohrabacher (ur. 21 czerwca 1947 w Coronado) – amerykański polityk Partii Republikańskiej, przedstawiciel stanu Kalifornia do Izby Reprezentantów Stanów Zjednoczonych od 1989 do 2019.

## Życiorys
Urodzony 21 czerwca 1947 r. w Coronado w Kalifornii. Ukończył Palos Verdes High School w 1965 r., następnie dwa lata uczęszczał do Los Angeles Harbor College. Z wykształcenia dziennikarz, licencjat ukończył na California State University w Long Beach w 1969 r., a studia magisterskie na University of Southern California w Los Angeles w 1971 roku.
U Ronalda Reagana był asystentem sekretarza prasowego w jego kampaniach w 1976 i 1980 r., a w jego administracji od 1981 do 1988 r. pisał przemówienia i był specjalnym asystentem prezydenta, m.in. współtworzył doktrynę osłabiania radzieckich wpływów za pomocą wspierania antykomunistycznych partyzantek. Od 3 stycznia 1989 do 3 stycznia 1993 reprezentując 42. okręg wyborczy, następnie do 3 stycznia 2003 reprezentując 45. okręg, następnie 46. okręg, a od 3 stycznia 2013 do 3 stycznia 2019 reprezentując 48.okręg wyborczy zasiadał jako Republikanin w Izbie Reprezentantów Stanów Zjednoczonych.
Po zakończeniu zimnej wojny stał się głównym orędownikiem porozumienia z Rosją i jej przywódcą Władimirem Putinem, sprzeciwiał się rozszerzeniu NATO, usiłował blokować uchwalenie wobec Rosji sankcji za zabicie prawnika Siergieja Magnitskiego, bronił rosyjskiej inwazji na Osetię Południową, popierał inkorporację Krymu przez Rosję i sprzeciwiał się gwarancjom finansowym dla rządu Ukrainy. Jest znany z bliskich kontaktów z rosyjskimi politykami, biznesmenami i lobbystami, m.in. Dmitrijem Rogozinem.